# Heshan
Heshan (鹤山市S, HèshānP) è una città-contea della Cina, situata nella provincia del Guangdong e amministrata dalla prefettura di Jiangmen.